# Süleyman II.

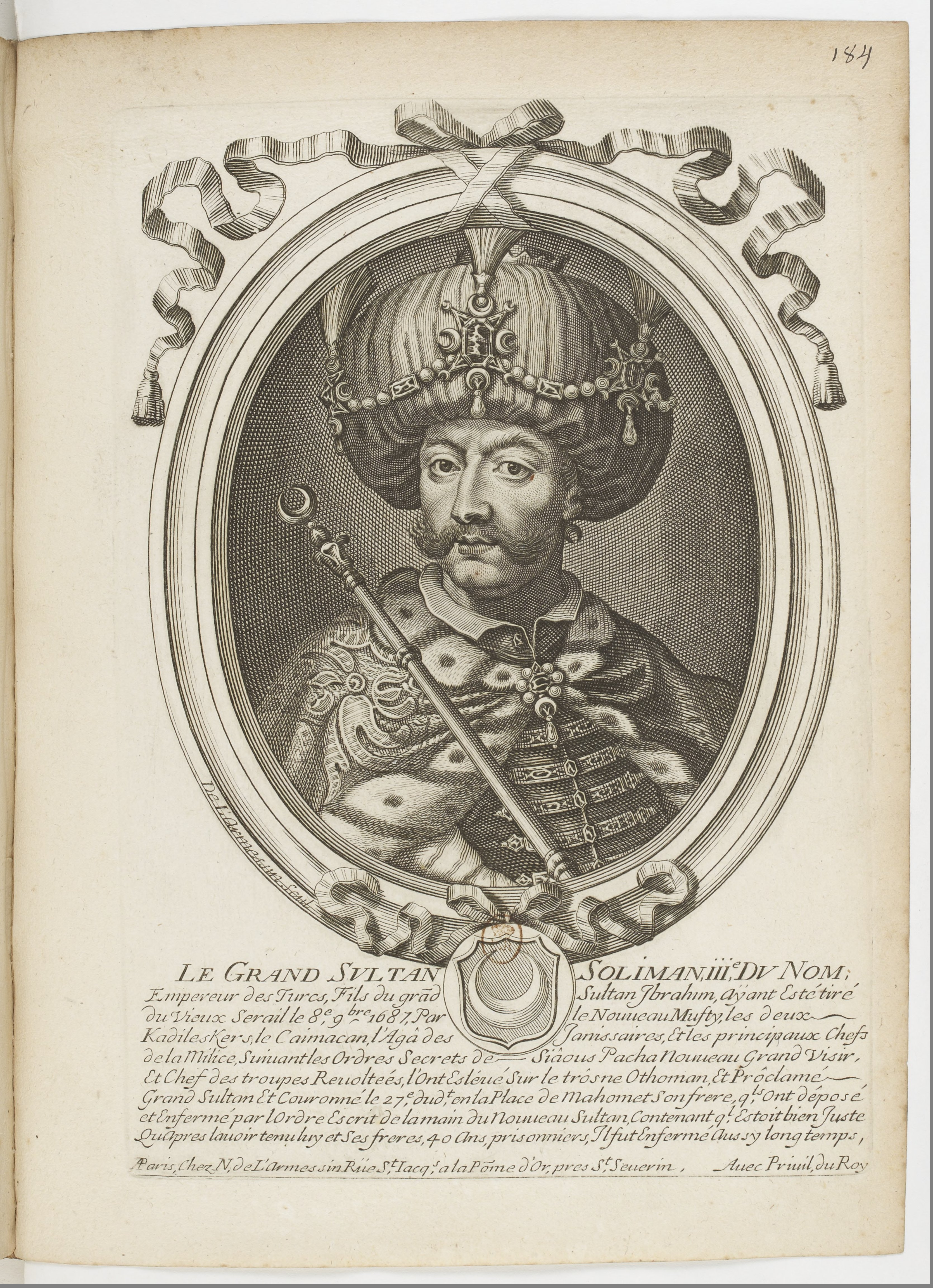
Süleyman II., französischer Stich von 1690

Süleyman II. (geboren 15. April 1642 in Konstantinopel; gestorben 23. Juni 1691 in Edirne) war von 1687 bis 1691 der 20. Sultan des Osmanischen Reiches und 99. Kalif der Muslime.

## Leben
Süleyman war ein Sohn Sultan İbrahims und folgte seinem älteren Bruder Mehmed IV. nach dessen Absetzung auf den Thron. Nachdem er sechsundvierzig Jahre seines Lebens im „Kafes“, einem Prinzengefängnis innerhalb des Topkapi-Palasts, zugebracht hatte, war er auf die Thronbesteigung schlecht vorbereitet.
Als man auf ihn zukam, um ihn von seiner Thronbesteigung zu unterrichten, war seine erste Reaktion die Angst, dass die Delegation im Auftrag seines Bruders gekommen sei, um ihn zu töten. Die Umstände nach seiner Machtübernahme waren nicht geeignet, ihn zu beruhigen. Einer der heftigsten Aufstände der Janitscharen endete im Mord an dem Großwesir und der Verstümmelung seiner Familie, begleitet von allgemeinen Massakern und Plünderungen in ganz Konstantinopel.
Der mit dem osmanischen Angriff auf Wien 1683 begonnene Krieg gegen die Heilige Liga wurde für das Osmanische Reich zu einer Kette von Desastern. In dieser Zeit ernannte Süleyman ein drittes bedeutendes Mitglied der Köprülü-Familie zum Großwesir und gab ihm freie Hand. Köprülü Fazıl Mustafa Pascha stellte die Ordnung im Staat wieder her. In den folgenden Reformen wurde die Situation der christlichen Untertanen der Pforte deutlich verbessert.
Mit der verbesserten Verwaltung schien sich im Krieg das Blatt wieder zugunsten der Osmanen zu wenden, tatsächlich war aber nur das Heilige Römische Reich durch den Pfälzischen Erbfolgekrieg (1688–1697) militärisch anderweitig gebunden. Die Wiedereroberung Belgrads Ende 1690 war das letzte wichtige Ereignis von Süleymans Regentschaft, die 1691 mit seinem Tod endete.